# قطع شطرنج دوبروفنيك

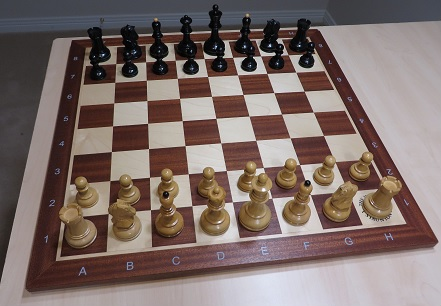
قطع شطرنج دوبروفنيك لعام 2014

قطع شطرنج دوبروفنيك Dubrovnik chess set هي نمط من قطع الشطرنج متأثرة بقطع شطرنج ستونتون وتستخدم للعب لعبة الشطرنج.  وتعتبر قطع الشطرنج هذه ذات أهمية تاريخية كبيرة ويُنظر إليها باعتبارها تصميم كلاسيكي خالد.  وعلى مدى العقود الماضية، تم تصميم العديد من أشكال قطع شطرنج دوبروفنيك. 